# 阿穆達特區
阿穆達特區是非洲中部國家烏干達的111個區之一，由北部區負責管轄，首府是阿穆達特，海拔高度1,280米，距離首都坎帕拉約400公里和納卡皮里皮里特約38公里，2002年人口估計為63,600。

## 外部連結
- Amudat District Homepage
- Uganda District Map

01°57′N 34°57′E / 1.950°N 34.950°E